# Ganso-do-egito
O ganso-do-egito (Alopochen aegyptiaca) é uma ave anseriforme do grupo dos gansos. A sua área de distribuição inclui a Europa e a África. É especialmente comum no sul do Saara e vale do Nilo.
Embora não seja uma espécie autóctone, trata-se de uma ave selvagem que formou uma população estável em Portugal, especialmente na região do Alentejo.
No século XVIII, esta espécie foi introduzida na Grã-Bretanha, onde desenvolveu uma população importante. Por igual, esta espécie também já se difundiu pelos Países Baixos, Bélgica e Alemanha.
Era considerado sagrado no Antigo Egito e estava presente em muitas obras de arte. Graças à sua popularidade como ave ornamental, fugitivos são comuns e populações ferais foram estabelecidas na Europa Ocidental, nos Estados Unidos e na Nova Zelândia.
O ganso-do-egito evita zonas densamente arborizadas e pode ser normalmente encontrado em prados, relvados e campos agrícolas. Passa a maior parte do tempo em rios, lagos e terras alagadas. Pode ser encontrado em altitudes elevadas de até cerca de 4 000 metros.

## Nomes comuns
Dá ainda pelos seguintes nomes comuns: ganso-do-nilo e balandira.

## Taxonomia
Acredita-se que a espécie possua parentesco mais próximo com o gênero Tadorna e seus parentes, e é colocado junto com eles na  subfamília Tadorninae. É o único membro vivo do gênero Alopochen, que também conta com parentes próximos da pré-história e espécies que foram extintas mais recentemente. Dados de sequenciamento de citocromo b do ADN mitocondrial sugerem que a relação entre Alopochen e Tadorna necessita de novas investigações.
O nome do gênero é baseado no grego ἀλώπηξ (alōpēx), "raposa", e χήν (chēn) "ganso", referindo-se à coloração rósea de suas costas. O nome da espécie aegyptius é do latim Aegyptius, "egípcio".

## Descrição
O ganso-do-egito nada bem, e em voo parece pesado, mais parecido com um ganso do que com um pato. Mede de 63 a 73 cm de comprimento.

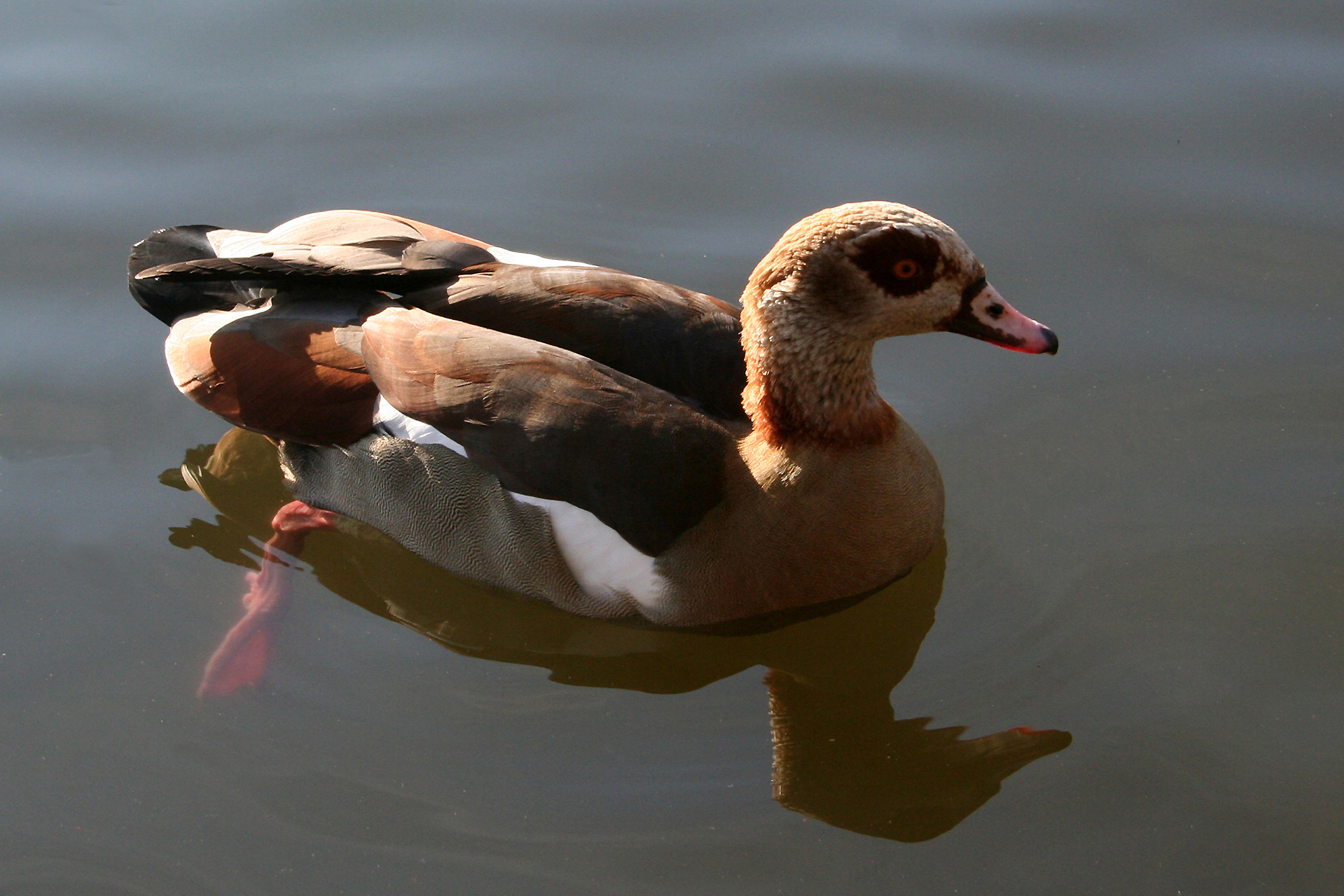
Ganso-do-egito

A plumagem dos dois sexos é idêntica, mas, em média, os machos são ligeiramente maiores. Há uma quantidade razoável de variação no tom de sua plumagem, com algumas aves mais acinzentadas e outras mais acastanhadas, mas isto não está relacionado a sexo ou idade. Uma grande parte das asas dos indivíduos maduros é branca, mas em repouso essa parte fica escondida pelas coberteiras das asas. Quando é despertado, como também em casos de alarme ou agressão, a parte branca começa a aparecer. Em voo ou quando as asas são balançadas, também fica visível.
As vozes e vocalizações diferem entre os sexos, o machos apresentando um grasnido rouco como o de um pato, que raramente se ouve a não ser quando ele é provocado. O macho atrai a fêmea com uma corte elaborada e barulhenta que inclui grasnar, esticar o pescoço e mostrar as penas. A fêmea tem um grasnido muito mais estridente e barulhento, que se ouve frequentemente em agressões e quase incessantemente à menor perturbação, quando está cuidando da cria.

## Distribuição

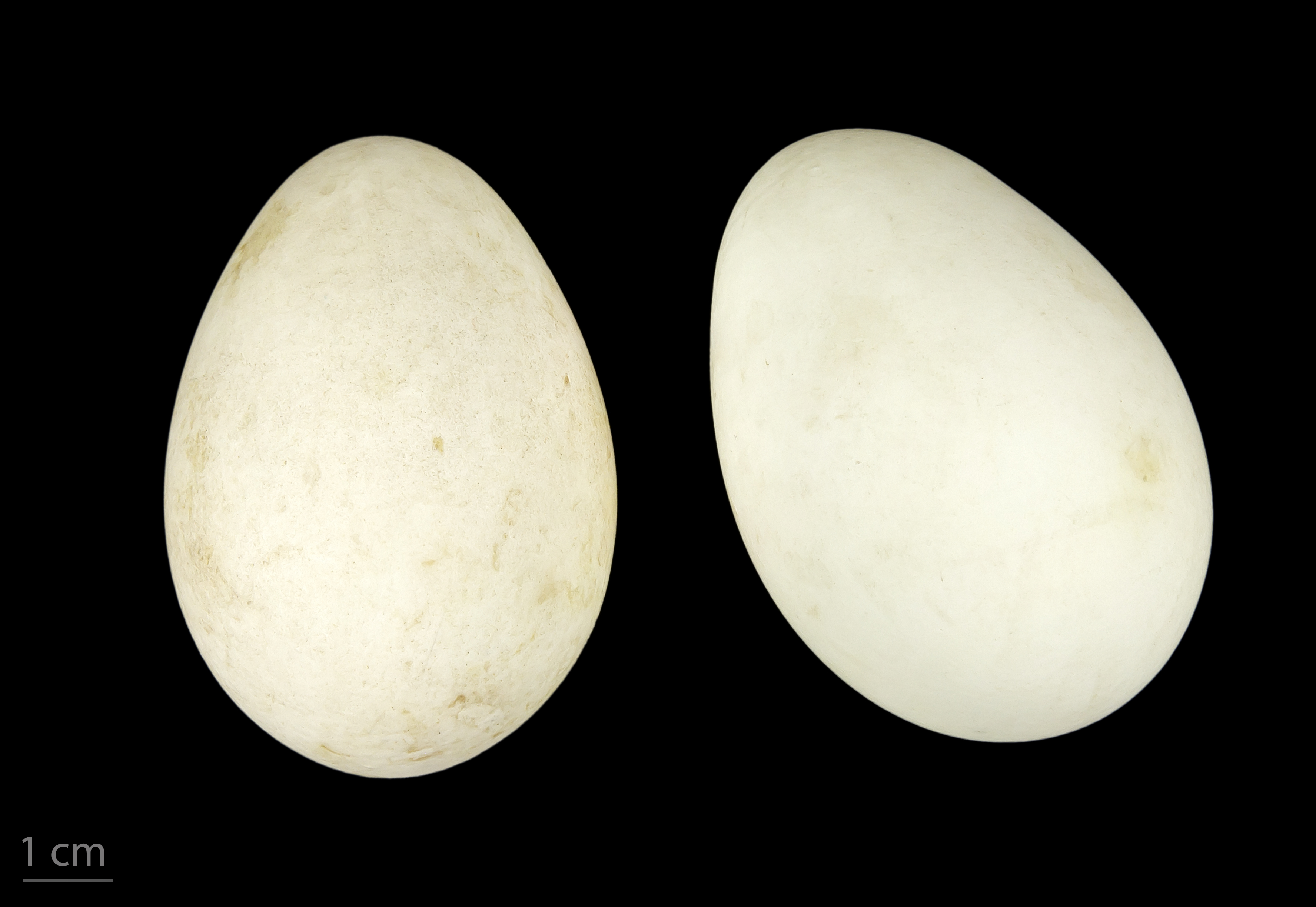
Ovos de ganso-do-egito

A espécie tem ampla presença em África, salvo em selvas densas e desertos. É encontrada principalmente no sul do Saara e no vale do Nilo. Fora da reprodução, dispersa-se pouco, algumas vezes fazendo longas migrações para o norte até as regiões áridas do Sahel.

### Portugal
Apesar de não ter uma população particularmente expressiva, à escala nacional, regionalmente pode ser tida como uma espécie comum. Há um rol não despiciendo de núcleos populacionais estáveis desta ave em território nacional, com destaque para as zonas do  estuário do Cávado, da barrinha de Esmoriz, da ria de Aveiro, da lagoa de Óbidos, do estuário do Tejo, do paul do Boquilobo, do paul da Barroca, da lagoa de Albufeira e, ainda, em grande parte do interior alentejano, onde a espécie é sobremaneira comum.
É considerada uma espécie residente, pelo que pode ser avistada durante todo o ano em território nacional.

### No resto do mundo
Espalha-se para a Grã-Bretanha, Dinamarca, Países Baixos, Bélgica, França, Alemanha e Itália, onde há populações autossustentadas que são principalmente derivadas do escape de aves ornamentais. Escapes também aconteceram em outros lugares, como os Estados Unidos (nos estados do Texas, Flórida e Califórnia) e a Nova Zelândia.
A população britânica vem do século XVIII, embora tenha sido adicionada à lista de aves britânicas apenas em 1971. Lá a espécie é encontrada principalmente na Ânglia Oriental, onde se reproduz em lugares com mar aberto, grama baixa e locais adequados para nidificação (seja em ilhas, buracos em árvores antigas ou entre brotos epicórmicos em árvores antigas). Durante o inverno eles ficam amplamente dispersos nos vales de rios onde se alimentam de grama baixa e cereais. No Reino Unido em 2009, a espécie foi declarada oficialmente como exótica. Desse modo, os gansos-do-egito podem ser caçados sem permissão especial se causarem problemas.

## Comportamento
É uma espécie principalmente terrestre, que pousa facilmente em árvores e prédios. Costuma comer sementes, folhas, gramíneas e caules. Ocasionalmente, pode comer gafanhotos, minhocas e outros animais pequenos. Até os filhotes terem algumas semanas de vida e estarem fortes o suficiente para pastar, eles se alimentam de pequenos invertebrados aquáticos, especialmente o plâncton de água doce. Como resultado, se condições anóxicas levarem à produção de toxina botulínica e isso passar despercebido, ninhadas inteiras de filhotes que se alimentam de minhocas e larvas insensíveis à toxina podem morrer. Os pais, que não se alimentam destes organismos, geralmente não sofrem desses efeitos.
Os dois sexos são agressivos territorialmente com sua própria espécie durante a reprodução e frequentemente perseguem os invasores pelo ar, atacando-os em lutas aéreas. Os gansos-do-egito também já foram observados atacando objetos aéreos como drones que entram em seu habitat. Casais vizinhos podem até matar os descendentes dos outros para que seus próprios descendentes sobrevivam melhor, além de terem mais recursos.
Essa espécie nidifica em diversas situações, especialmente em buracos em árvores maduras em áreas verdes. A fêmea constrói o ninho a partir de canas, folhas e grama, e os dois pais se dividem para incubar os ovos. São geralmente monógamos. O macho e a fêmea cuidam dos seus descendentes até eles terem idade suficiente para cuidarem de si mesmos. Esse cuidado dos pais, no entanto, não inclui buscar alimentos para os filhos, que, sendo precoces, fazem isso sozinhos.